# ROG掌机
ROG掌机（英語：Asus ROG Ally）是华硕以Republic of Gamers品牌开发和制造一款的掌上游戏电脑。该设备于2023年6月13日上市，竞争对手包括Valve的Steam Deck。除了手持使用外，ROG掌机还可以通过显卡扩展坞连接到电视或显示器，像台式电脑或家用电子游戏机一样使用。

## 历史
该设备于2023年4月1日公布，导致许多人认为它只是一个愚人节的恶作剧， 三天后的4月4日，华硕澄清了它并不是恶作剧。随后，华硕于2023年5月11日宣布了ROG掌机的发售日期、技术规格和价格。该产品推出了两款机型，一款零售价为599美元，采用AMD专门为掌机定制的锐龙Ryzen Z1处理器；另一款零售价为699美元，采用性能更强的AMD锐龙Ryzen Z1 Extreme处理器。前者于2023年9月20日上市，后者于2023年6月13日上市。

## 硬件
CPU采用了AMD的4奈米制程的Zen 4和RDNA 3微架构。Z1 Extreme款包含8核心和12个核显计算单元，而Z1则是6核心4计算单元。两个版本屏幕均采用7英寸触摸式LCD显示屏，分辨率均为1080p，可变刷新率均达120 Hz。控制方式与Xbox无线手柄类似，包括两个类比摇杆、一个方向键、A/B/X/Y 按钮、两侧的两个肩部按钮以及设备背面的两个可配置按钮。

## 软件
ROG掌机采用完全版Windows 11 Home操作系统，并在其中集成了华硕开发的Armoury Crate SE软件。该软件可以用来更改掌机设置和启动游戏。另外购买ROG掌机可获三个月的 Xbox Game Pass服务（中国大陆国行版主机由于法规并不提供此服务）。

## 评价
ROG掌机上市之初收到了好坏参半的评价。Tom's Guide的托尼-波兰科（Tony Polanco）用还可以但不完美来形容它，称赞了它的显示屏和人体工学设计，但对性能和电池续航时间提出了批评。与波兰科的评论相反，The Verge的肖恩-霍利斯特（Sean Hollister）称赞了该设备的性能，但批评了华硕选择Windows 11作为操作系统，称Windows不适合用在手持设备。Tech Advisor的安龙-科普曼（Anyron Copeman）也认为电池的续航较差，但65W快充还行。

## 後繼機
- ROG Ally X (2024)
- ROG Ally 2 (2025 or 2026)
- ROG XBox Ally (2025)
- ROG XBox Ally X (2025)